# Negativzuwanderung
Unter dem Begriff Negativzuwanderung (auch Minuszuwanderung) wird im rechten politischen Spektrum, besonders bei FPÖ und Republikanern, ein Konzept bezeichnet, das die Zuwanderung in ein Land oder eine Region senken und letztendlich die Ausweisung von bestimmten Migranten in ihre Heimatländer ermöglichen soll. Verwiesen wird darauf, dass es sich nur um Menschen ausländischer Herkunft handele, welche sich kriminellen Verhaltens schuldig gemacht hätten oder die sich der Integration verweigern würden, z. B. durch die Weigerung, die Sprache des Landes zu lernen. 
Am gebräuchlichsten ist der Begriff in Österreich in der Verwendung durch die FPÖ. Das Wort "Negativzuwanderung" wurde von den Juroren der Aktion Österreichisches Deutsch der Universität Graz zum "Unwort des Jahres" 2005 gewählt. Als Begründung führte die Jury an, das Wort würde einerseits in "mehrfacher Weise den gemeinten Inhalt verhüll[en]" und es drücke "einen deutlichen Widerspruch in sich aus, da Zuwanderung eine Vermehrung der Bevölkerung bedeutet" und andererseits könne das Wort "auf diese Weise verhüllend zum Ausdruck des Wunsches nach Abwanderung unerwünschter Personen in deren Heimatländer verwendet werden", so die Jury.